# Mañaneros
Mañaneros, est une émission de télévision matinale chilienne, diffusée sur La Red et présentée par Julia Vial et Eduardo de la Iglesia.

## Présentateurs
- Eduardo Fuentes (2011-2012)
- Magdalena Montes (2011-2012)
- Juan José Gurruchaga (2011-2013)
- Julia Vial (2013-2016)[1]
- Eduardo de la Iglesia (2014-2016)[2]

### Remplacements
- Julia Vial (2012)
- Eduardo Fuentes (2012)
- Antonella Ríos (2012)
- Gonzalo Feito (2012)
- Yazmín Vázquez (2012)
- Marcela Vacarezza (2013)
- Jean Philippe Cretton (2013)
- Jennifer Warner (2013)
- Janine Leal (2011-2014)
- Felipe Vidal (2012-2015)
- Constanza Roberts (2015-2016)
- Camila Stuardo (2016)

## Panélistes
- Juan Andrés Salfate (2011-2016) (cinéma et thèmes d'intérêt)
- Alejandra Valle (2014-2016) (journaliste)
- Camila Stuardo (2014-2016) (journaliste)
- Jaime Coloma (2014-2016)
- Constanza Roberts (2015-2016)
- Felipe Vidal (2011-2015) (information)
- Branko Karlezi (2014-2015) (journaliste)
- Sergio Schilling (2013-2014) (psychologue)
- Macarena Ramis (2013)
- Carlos Durán (2013)
- Aldo Duque (2013)
- Yulissa del Pino (2013)
- Patricia Cerda (2012-2013)
- Antonino Parisi (2012-2013)
- Jennifer Warner (2012-2013)
- Yazmín Vázquez (2011-2013)
- Franco Parisi (2012-2013)
- Janine Leal (2011-2012)
- Graciela Zambrano (2011)
- Virginia Demaría (2011) (cuisine)

## Prix et nominations
| Année | Catégorie                             | Candidat         | Résultat | Prix                   |
| ----- | ------------------------------------- | ---------------- | -------- | ---------------------- |
| 2011  | Meilleur matinale                     | Mañaneros        | Nommé    | Premios TV Grama       |
| 2012  | Meilleur matinale                     | Mañaneros        | Nommé    | Premios Copihue de Oro |
| 2012  | Meilleur matinale                     | Mañaneros        | Nommé    | Premios TV Grama       |
| 2012  | Meilleure présentatrice de télévision | Magdalena Montes | Nommé    | Premios TV Grama       |
| 2012  | Meilleur panéliste homme              | Felipe Vidal     | Nommé    | Premios TV Grama       |
| 2013  | Meilleur matinale                     | Mañaneros        | Nommé    | Premios Copihue de Oro |